# Бахтемир
Бахтеми́р — село в Икрянинском районе Астраханской области.
Административный центр сельского поселения Бахтемирский сельсовет, в который также входит село Алгаза и посёлок Анатолия Зверева.

## История
В переводе с тюркских языков название переводится как «железное счастье» или «железный сад».
По официальным данным считается, что в 1800 году 235 переселенцев из центральной России основали село Бахтемир, вошедшее в состав Астраханского уезда.
В 70-е годы позапрошлого века бахтемирцы занимались вольным морским ловом. Село в то время имело право юридического лица. На каждое трехлетие сход крестьян выбирал старосту.
В 1875 году старостой был Семен Степанов.
В 1876 году Яков Семенович Костров.
В 70-х годах бахтемирцы взяли в Управлении рыбными и тюленьими промыслами ссуду на приобретение судов и снаряжения для морского лова.
Первые годы были неуловы и бахтемирцам грозило разорение. Управление назначило опись имущества. Бахтемирцы написали прошение царю. Император удовлетворил прошение, рассрочив выплату долга на 20 лет.
К концу XIX века в Бахтемире проживало 1900 человек.
Приезжих поражала «целая флотилия судов, чистые, крепкие разукрашенные домики, достаток и работа на себя. Большинство бахтемирцев мелкие, но самостоятельные хозяева. Здоровые, привыкшие с детства ко всем лишениям, знающие море, умеющие бороться с грозной стихией, они дают хороших, честных, преданных царю и Отечеству матросов..»
В 1918 году Бахтемир поддержал Астраханский совет рабочих и солдатских депутатов, направив в г. Астрахань боевой отряд.
В 1921—1922 году грянула засуха и неурожай. В Бахтемире из 2983 жителей 1861 человек были признаны голодающими. Приход Бахтемирской Троицкой церкви пожертвовал на закупку продовольствия 2 млн рублей.
Раньше село называлось Семирублевое. Во времена правления Петра Великоготри двора этого поселения располагались на правом берегу реки. Однажды вниз по Волге на корабле спускался Пётр I. Остановившись, он увидел рыбаков(как вариант одного рыбака), тащивших большого осетра. Его-то царь и купил за семь рублей. А село велел назвать Семирублевым.

## Население
| 1816 | 1835 | 1850 | 1859 | 1897 | 1900 | 1905 | 1914 |
| ---- | ---- | ---- | ---- | ---- | ---- | ---- | ---- |
| 426  | 313  | 580  | 642  | 1437 | 1521 | 2007 | 3038 |

| 2002 | 2010  | 2013  |
| ---- | ----- | ----- |
| 2509 | ↗2532 | ↗2615 |